# Summer Tour
Bridgit Mendler: Summer Tour é a segunda digressão  da cantora e atriz estadunidense Bridgit Mendler. A turnê rodará os Estados Unidos apoiada em seu álbum de estreia, Hello My Name Is....
A turnê teve seu início no dia 16 de junho de 2013, em Iowa, e se encerrará no dia 21 de setembro do mesmo ano, em Washington.

## Sobre a turnê
Bridgit apresentou as datas de sua turnê em seu site oficial em abril. Em uma entrevista à revista Câmbio em Maio, Mendler disse: "Eu estou muito animada para entrar em turnê este ano e conhecer algumas pessoas pelos EUA", Mendler também disse o que ela espera da turnê: "Eu acho que será uma grande oportunidade para mim de conhecer melhor o meu público. Minha música ainda é muito recente, e eu não tive a oportunidade de entrar em turnê antes, pois estava trabalhando em Boa Sorte, Charlie!, por isso estou animada em compartilhar isso com as pessoas. E eu espero que eles gostem disso."

## Atração de abertura
A turnê contará com diferentes atos de aberturas em diferentes datas, incluindo:
- Shane Harper
- Carter Matthews
- R5
- Austin Mahone

## Setlist
1. "Hurricane"
2. "Top Of The World"
3. "Forgot To Laugh"
4. "City Lights"
5. "All I See Is Gold"
6. "5:15"
7. "Starry Eyed" (Ellie Goulding cover)
8. "Love Will Tell Us Where To Go"
9. "Animal" (Neon Trees cover)
10. "Blonde"
11. "Rocks At My Window"

Encore
1. "Ready Or Not"

## Datas
| América do Norte       |                |                |                                   |
| 16 de Junho de 2013    | Burlington     | Estados Unidos | Burlington Steamboat Days         |
| 26 de Junho de 2013    | Del Mar        | Estados Unidos | Del Mar Fairgrounds               |
| 20 de Julho de 2013    | Arlington      | Estados Unidos | Six Flags Over Texas Music Mill   |
| 22 de Julho de 2013    | Kansas City    | Estados Unidos | Uptown Theater                    |
| 23 de Julho de 2013    | Dubuque        | Estados Unidos | Dubuque County Fair               |
| 24 de Julho de 2013    | Costa Mesa     | Estados Unidos | Pacific Amphitheatre              |
| 8 de Agosto de 2013    | Santa Rosa     | Estados Unidos | Sonoma County Fair                |
| 16 de Agosto de 2013   | Royal Oak      | Estados Unidos | Royal Oak Music Theatre           |
| 17 de Agosto de 2013   | Lima           | Estados Unidos | Allen County Fair                 |
| 18 de Agosto de 2013   | Aurora         | Estados Unidos | Riveredge Park                    |
| 20 de Agosto de 2013   | Agawam         | Estados Unidos | Six Flags New England             |
| 21 de Agosto de 2013   | New York City  | Estados Unidos | Best Buy Theater                  |
| 23 de Agosto de 2013   | Washington     | Estados Unidos | Warner Theatre                    |
| 24 de Agosto de 2013   | Williamsburg   | Estados Unidos | Busch Gardens Amphitheater        |
| 25 de Agosto de 2013   | Westbury       | Estados Unidos | Six Flags Great Adventure         |
| 27 de Agosto de 2013   | Albany         | Estados Unidos | The Palace Theatre                |
| 28 de Agosto de 2013   | Allentown      | Estados Unidos | Allentown Fairgrounds             |
| 29 de Agosto de 2013   | Pennsylvania   | Estados Unidos | Keswick Theater                   |
| 31 de Agosto de 2013   | Salem          | Estados Unidos | Oregon State Fair                 |
| 7 de Setembro de 2013  | Hutchinson     | Estados Unidos | Kansas State Fair                 |
| 8 de Setembro de 2013  | Spencer        | Estados Unidos | Clay County Fair                  |
| 9 de Setembro de 2013  | Salt Lake City | Estados Unidos | Utah State Fair                   |
| 21 de Setembro de 2013 | Puyallup       | Estados Unidos | Washington State Fair in Puyallup |